# حالات الاعتداء الجنسي الرومانية الكاثوليكية حسب البلد
حالات الاعتداء الجنسي الرومانية الكاثوليكية حسب البلد قد أثرت على فضائح الاعتداءات الجنسية الكاثوليكية في أوروبا على عدة أبرشيات في الدول الأوروبية، وعلى الرغم من ذلك فقد تأثرت الأبرشيات في الولايات المتحدة الأمريكية بوقع أكثر شدة مما أثرت في الكنائس الأوروبية وبشكل أكثر جدية، ومما يدعم ذلك هو مثلا إفلاس العديد من الأبرشيات الأمريكية بسس الدعاوى القضائية المقامة عليها من قبل الضحايا مما أدى إلى تعويضات بمبالغ كبيرة أدت إلى افلاس الابرشيات. كما تم الإبلاغ عن عدد كبير من الحالات في أستراليا، نيوزيلندا، كندا، بلدان في أوروبا وأمريكا اللاتينية وأفريقيا وآسيا.
وتعد القارة القطبية الجنوبية (أنتاركتيكا) هي القارة الوحيدة التي لم تتأثر بفضائح الاعتداءات الجنسية الكاثوليكية.

## أمريكا الجنوبية

### ألبرازيل
اعتقل الاب تارسيسيو تادو سبريشو Tarcísio Tadeu Spricigo بعد العثور على قائمة كان قد وضعها لاختيار ضحاياه وجدت وتم تسليمها للشرطة. وكان قد تحرش الأطفال في خمسة أبرشيات على الاقل. .